# 自由和团结
自由和团结（缩写为SaS）是斯洛伐克的一个中間偏右政黨。該黨成立於2009年，创始人及领袖為設計斯洛伐克單一稅制度的經濟學家里哈德·蘇利克。 在2020年國民議會選舉後，該黨在國民議會擁有13席，為執政聯盟成員之一。
除了宣揚財政保守主義，該黨還主張公民自由意志主義，包括支持毒品自由化與同性婚姻。 自由與團結黨為歐洲懷疑主義政黨。 該黨曾發起「公投2009」的活動，進行改革與削減支出的公投。自由與團結黨大量使用互聯網：在2010年斯洛伐克議會選舉選戰期間使用臉書與推特，共有68,000人加入臉書網頁。
自由與團結黨在2009年歐洲議會選舉中以些微差距未能跨越5%門檻，但在2010年斯洛伐克議會選舉取得22席成為第三大黨。其後該黨成為中間偏右四黨執政聯盟成員之一，理查德·蘇利克當選國民議會議長。2012年斯洛伐克議會選舉，該黨失去半數席次。
自由與團結黨曾是歐洲自由民主改革黨成員，2014年改投歐洲保守派和改革主義者聯盟。

## 歷史

### 成立
理查德·蘇利克為兩任財政部長伊凡·米克羅斯（Ivan Mikloš）與揚·波奇亞特克（Ján Počiatek）的特別顧問，推動簡化稅收制度，實行斯洛伐克的19%單一稅制度。他在2008年10月10日宣布計劃成立自由與團結黨，致力於經濟自由並質疑斯洛伐克民主與基督教聯盟－民主黨對這項議題的承諾。 分析家指出該國缺少自由主義政黨。 在獲得法定的1萬人聯署後，自由與團結黨在2009年2月正式成立。該黨公開宣示目標是在2010年進入國民議會與2014年入主政府。
該黨支持斯洛伐克民主與基督教聯盟候選人伊薇塔·拉迪乔娃參選2009年總統大選。她在第二輪中落敗。
另外，迪克蘭·甘雷（Declan Ganley）邀請蘇利克加入歐洲懷疑主義政黨聯盟Libertas.eu，但為了保持獨立性而拒絕。他也是《里斯本條約》懷疑者，並批評歐盟的不透明和官僚主義。他不贊成 Libertas 的孤立立場。在2009年歐洲議會選舉，自由與團結黨獲得4.71%的票數，未能跨越5%門檻。斯洛伐克民主與基督教聯盟指責他們助長斯洛伐克政治右派的分裂。2009年地方選舉，該黨在布拉提斯拉瓦拿下一席。

### 2009年公投與2010年選舉

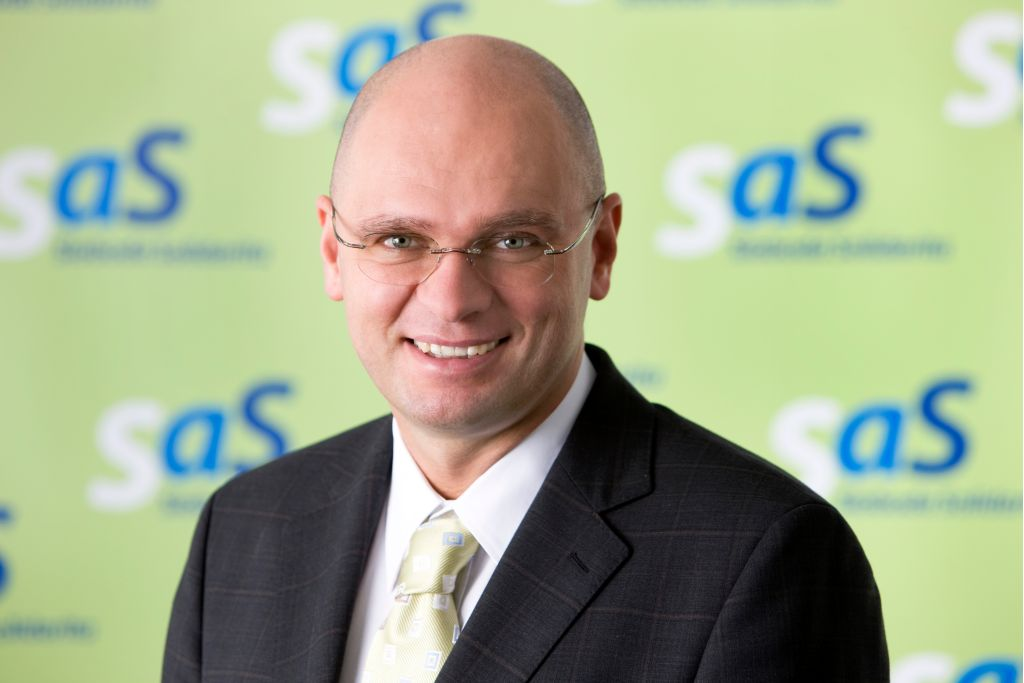
理查德·蘇利克在2009年成立自由與團結黨，以推動擔任財政部顧問期間的提案。

2009年，自由與團結黨推動公投，爭取大量削減政治人物特權。訴求包括將國民議會席次從現有150席縮減為100席，廢除議員刑事控訴豁免權與限制政府官員車輛的公共財政支出。此外，他們要求進一步開放廣播電視市場、取消優惠收費、從新聞法中刪除公職人員評論與回覆媒體的權利。 2010年1月，自由與團結黨宣布2009年年底募集的35萬人公投聯署完成。該黨將聯署書交付斯洛伐克總統伊萬·加什帕羅維奇，要求安排公投日程。
2010年3月，報導指出警局因2010年議會選舉政黨宣言而傳喚蘇利克，認為該黨宣言的大麻合法化構成刑事罪行的「擴散沈溺」，但檢察官不予考慮。 該黨候選人最樂意公開個人財富狀況。 自由與團結黨得票率達12.14%，贏得22席。該黨是唯一從執政黨方向－社會民主黨中獲得票源的反對黨，雖然一般認為其多數票源來自前斯洛伐克民主與基督教聯盟選民。
自由與團結黨與其他三組中間偏右政黨：斯洛伐克民主與基督教聯盟－民主黨、基督教民主運動、橋黨進行結盟協商。四黨擬定共同政綱並分配內閣職位。自由與團結黨獲得四個部長職位，以及國民議會議長。協商過程中，列入自由與團結黨名單的普通人黨議員伊戈爾·馬托維奇宣稱有人試圖賄賂他去破壞會談，促使蘇利克向檢察官提出正式投訴。 2010年6月29日，總統決議2009年的公民投票請願符合要求，投票將提前至2010年9月18日。 公投六題中的四題被列入新執政聯盟政綱。 然而，公投舉行時，投票率遠遠不及法定的50%。
2011年2月，伊戈爾·馬托維奇因支持方向—社會民主黨提議限制多重國籍而遭到開除黨籍。 普通人黨在2011年10月28日成為獨立政黨，與兩組小型保守政黨參選2012年斯洛伐克議會選舉。

## 意識形態
由斯洛伐克單一稅之父領導的自由與團結黨主張經濟自由化，該黨以其經濟專長為傲。 2010年議會選舉，該黨強調其經濟政策與左派菲佐政府完全不同，且排除合作的可能。 該黨代表削減預算赤字的需求，且主張改革社會保險制度。
自由與團結黨是溫和歐洲懷疑主義政黨，反對他們認為歐盟所代表的「官僚機器」。該黨反對《里斯本條約》、歐盟經濟統一和歐盟預算增加。 他們也特別提防歐盟最自由市場的限制。 該黨反對歐洲央行在2010年歐債危機中金援希臘，而蘇利克也提出建議，計劃讓斯洛伐克退出歐元區。 雖然該黨抱持歐洲懷疑主義，但加入多數成員支持歐洲整合的歐洲自由民主改革黨。
自由與團結黨是知名的公民自由意志主義政黨，是斯洛伐克国内唯一爭取同性婚姻或大麻合法化的主要政黨。 這使得他們與偏向社會保守主義的執政夥伴基督教民主運動明顯不同。

## 選舉表現

### 國民議會
| 年   | 得票    | 得票率（%） | 席次     | 排名 | 執政     |
| ---- | ------- | ----------- | -------- | ---- | -------- |
| 2010 | 307,287 | 12.14       | 22 / 150 | 第3  | 聯合政府 |
| 2012 | 150,266 | 5.88        | 11 / 150 | 第6  | 否       |
| 2016 | 315,558 | 12.10       | 21 / 150 | 第2  | 否       |
| 2020 | 179,103 | 6.22        | 13 / 150 | 第5  | 聯合政府 |
| 2023 | 187,645 | 6.32        | 11 / 150 | 第6  | 否       |

### 歐洲議會
| 年   | 得票   | 得票率（%） | 席次   | 排名 |
| ---- | ------ | ----------- | ------ | ---- |
| 2009 | 39,016 | 4.71        | 0 / 13 | 第7  |
| 2014 | 37,376 | 6.66        | 1 / 13 | 第6  |
| 2019 | 94,839 | 9.62        | 2 / 14 | 第5  |

## 外部連結
- （英文） 官方網站